# ولاية قفصة
ولاية قفصة، تقع ولاية قفصة بين السباسب العليا والصحراء على الفرع الجنوبي للأطلس الصحراوي بالجنوب الغربي للبلاد التونسية على مساحة 780775 هكتارا تعد 337.331 ساكنا حسب إحصائية المعهد الوطني للإحصاء لسنة 2014  في نقطة التقاء طرقات رئيسية تفتحها على مختلف مدن الجمهورية وتربط شمال البلاد بصحرائها. كما تتقاطع فيها الطريق المغاربية (سرت وتبسة) والطريق الإفريقية (تونس - النيجر عبر قفصة - حزوة). تتوسط الولاية ثلاثة أقاليم اقتصادية وتحيط بها خمس ولايات على شعاع 100 كلم تقريبا في شكل هلال مفتوح. و تقع مدينة المتلوي أكبر منتج للفسفاط في البلاد في ولاية قفصة

## التاريخ
تأسست ولاية قفصة سنة 1956 حول مدينة قفصة، وتضم 13 معتمدية، 8 بلديات و 76 عمادة.

## الجغرافيا
وتعتبر منطقة قفصة نقطة تتداخل فيها وحدات جبلية ومنخفضات وأحواض وسهول وهي منطقة انتقال من المجال السباسبي إلى المجال شبه الصحراوي. تلعب نقاط المياه والأودية دورا هاما في تأقلم الحياة الفلاحية والرعوية.وفي هذا الوسط الطبيعي ولعوامل جغرافية متميزة برز النشاط البشري مبكرا وآنتشرت الحضارة القفصية انتشارا واسعا وأثرت في عدة حضارات أخرى.

## التوزع الديمغرافي
| المعتمدية                      | عدد السكان (2004) |
| ------------------------------ | ----------------- |
| بالخير                         | 15٬159            |
| القطار                         | 19٬942            |
| القصر                          | 32٬186            |
| قفصة الشمالية                  | 9٬407             |
| قفصة الجنوبية                  | 90٬742            |
| المظيلة                        | 14٬841            |
| المتلوي                        | 38٬938            |
| أم العرائس                     | 31٬733            |
| الرديف                         | 27٬940            |
| السند                          | 34٬524            |
| سيدي عيش                       | 8٬297             |
| المصدر : المعهد الوطني للإحصاء |                   |

## التعليم
جامعة قفصة هو قطب جامعي يوجد مقره بولاية قفصة. تتوزع مؤسسات التعليم العالي التابعة للجامعة على ولايتي قفصة وتوزر.

## الرياضة
ينشط في ولاية قفصة عدة نوادي رياضية أبرزها نادي النجم الرياضي بالمتلوي والقوافل الرياضية بقفصة، اللذان ينشطان في الرابطة التونسية المحترفة الأولى لكرة القدم ويتمرن نجم المتلوي في الملعب البلدي بالمتلوي أما قوافل قفصة في ملعب 7 نوفمبر 1987.
و في الولاية عدة نوادي أخرى ليست في الرابطة الأولى مثل الهلال الرياضي بالرديف الذي تأسس سنة 1919 و المنجم الرياضي بالمتلوي الذي ينشط في رابطة الهواة و غزال أم العرائس و جمعية كابصا الرياضية متعددة الاختصاصات التي تمتلك اكبر عدد من المجازين بالجهة .

## مشاهير الولاية
- أحمد التليلي (قصر, 10 أكتوبر 1916 - جوان 1967) قيادي وطني, نقابي تونسي وأحد مؤسسي الدولة الوطنية الحديثة.
- محمد القمودي (سيدي عيش، 11 فيفري 1938) عداء تونسي مختص في المسافات الطويلة وحائز على أربع ميداليات أولمبية.